# Histoire de l'Oktoberfest
L'histoire de l'Oktoberfest (ou fête de la bière) commence en 1810, avec les noces du futur Louis Ier de Bavière et de la princesse Thérèse de Saxe-Hildburghausen. À cette occasion, d'importantes festivités sont organisées à Munich et celles-ci sont, par la suite, répétées à chaque anniversaire du mariage royal.
L'Oktoberfest sert donc d'abord des fins nationalistes de la part du roi de Bavière, désireux d'unifier un territoire venant de s'étendre. La « fête de l'agriculture » (Landwirtschaftsfest) vient renforcer ce caractère à la fois royal et fondamentalement authentique de l'Oktoberfest. Les divers jubilés et le mariage du prince Maximilien en 1842 sont autant d'occasion d'organiser de grandes festivités donnant à la fête ses lettres de noblesse. Avec le début de la Première Guerre mondiale combinée à la fin de la monarchie bavaroise, la fête perd sa vocation initiale. À partir de 1933, les nazis apposent leur marque sur la fête sans en changer fondamentalement le principe. La seconde guerre mondiale provoque une seconde longue interruption dans l'organisation de la fête. Dans l'après-guerre la volonté de tourner la page est claire et la fête reprend son envol en s'inspirant de son passé glorieux. La fête connaît à partir de ce moment-là un développement ininterrompu, que même l'attentat de 1980 n'arrive à entraver. Elle s'internationalise et devient en même temps un des symboles de la Bavière et de l'Allemagne dans le monde entier. Le retour des habits traditionnel marque une tendance plus profonde de la fête à vouloir mêler tradition et modernité.

## Contexte historique
En 1810, la Bavière est l'alliée de Napoléon, grâce à ce dernier le duché est devenu royaume et s'est étendu sur la majorité de la Franconie et de la Souabe. Maximilien Ier doit réussir à intégrer durablement ces nouveaux territoires dans le royaume.

## Première fête de la bière (Oktoberfest)
La première fête de la bière eut lieu le 17 octobre 1810. Pour que le public honore leur mariage, qui a lieu le 12, le prince héritier Ludwig (« Louis » en français), plus tard le roi Louis Ier de Bavière et la princesse Thérèse de Saxe-Hildburghausen fait organiser, en plus des deux jours de fête dans Munich le 13 et le 14, par Andreas Michael Dall’Armi, une grande course de chevaux cinq jours après leur union, sur une pâture devant les murs de Munich qui devient la « Theresienwiese » du prénom de la princesse. L'idée initiale est de Franz Baumgartner, un sous-officier de cavalerie de la garde nationale. Une course similaire avait lieu jusqu'en 1786, la Scharlachrennen, Baumgartner veut la relancer. La fête n'a jamais changé d'emplacement depuis,. Elle est pour le roi Maximilien Ier une véritable fête nationale et un moyen de renforcer le sentiment d'unité de la Bavière,. Elle permet de combiner amusement et utilité. La course est un grand succès et 50 000 spectateurs y assistent (Munich n'a à l'époque que 40 000 habitants). La première course est remportée par le même Baumgartner à l'origine de l'idée. Le succès de la fête conduit à la reconduction de l'événement.

## Dénomination
Les Bavarois eux-mêmes désignent l'Oktoberfest surtout par la locution de dialecte « die Wiesn », féminin singulier, littéralement « prairie ».
La Theresienwiese s'est tout d'abord appelée Theresens-Wiese, ce qui est confirmé par un écrit du prince-héritier Louis le 19 novembre 1810. C'est seulement à partir de 1815 environ commence à s'imposer le nom de Theresienwiese.
Le nom de Theresienwiese désigne par extension l'Oktoberfest s'y déroulant. Pour cet usage le nom est encore raccourci. Dans les années 1890, on trouve les premières traces écrites de la désignation de la place par le mot « Wiesen ». Celui-ci deviendra « Wies'n » (prononciation bavaroise des "en"). En 1985, l'office du tourisme de Munich emploi pour la première fois le mot « Wiesn » sans apostrophe.
La désignation « Oktoberfest » n'a, elle, quasiment pas changé, en 1810 il s'agissait déjà des « Oktober-Festen » (au pluriel donc). En français, le terme se traduit littéralement par « fête d'octobre », mais on emploie plus volontiers l'expression « fête de la bière ».

## Zentral-Landswirtschaftsfest
Le 14 octobre 1811 a lieu la première foire agricole sur la Theresienwiese. Elle est organisée par la Landwirtschaftliche Verein in Baiern (« association agricole bavaroise ») fondée en 1810, qui est de 1811 à 1818 également l'organisatrice de l'Oktoberfest. Le fait que la saint Maximilien soit le 12 octobre (en Allemagne), la sainte Thérèse le 15, et le mariage de Louis à Thérèse le 12 octobre donc, font que la fête a lieu au plus proche de ces dates, marquant le caractère royal de celle-ci,. Elle a pour but d'améliorer les pratiques et techniques agricoles dans le royaume. Elle permet aussi de rapprocher le souverain de ses paysans, autrefois méprisés, ce qui s'inscrit dans sa politique de souverain éclairé. En 1836, le gouvernement de haute-Bavière reconnaît que la ZLF et l'Oktoberfest ont des existences séparées, elles ont certes lieu en même temps mais sont indépendantes. Dans la seconde moitié du XIXe siècle la foire agricole perd de son importance et une partie des événements déménagent de la Theresienwiese. En 1909, la ZLF a lieu pour la première fois sur le terrain dit de Theresienhöhe, adjacent à la Wiesn. La foire n'est pas organisée pendant la période nazi, car l'association l'organisant a disparu. La fête a lieu de 1949 à 1974 tous les 2 ans puis de 1975 à 1995 tous les 3 et est depuis 1996 programmée tous les 4 ans.

## Développement

### AuXIXesiècle

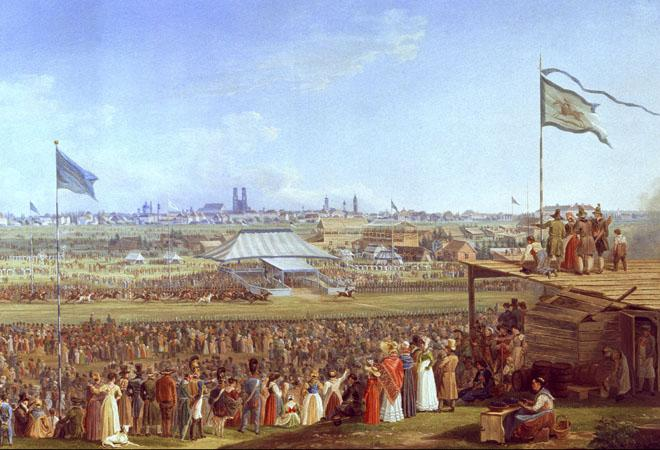
Course de chevaux en 1823.

En 1813, la fête n'a toutefois pas lieu, la Bavière étant en guerre contre Napoléon. Des épreuves sportives ont lieu en même temps que la fête dès 1815. Par la suite, la fête grandit graduellement. En plus de la piste équestre, viennent s'ajouter des arbres à escalader, des jeux de quilles et des balançoires. 1818 voit l'apparition du premier carrousel. En 1819, la ville de Munich devient l'organisatrice de la fête, ce qu'elle est toujours, cela marque la séparation formelle de l'organisation de l'« Oktoberfest » de celle de la ZLF. La séparation est inévitable du fait du rythme différent des deux fêtes, les bêtes présentes sur la foire ne peuvent rester loin des exploitations agricoles pendant deux semaines d'affilée par exemple. Même si l'organisation de la Wiesn devient la tâche de la ville, le pouvoir royal reste important. Il se manifeste de trois façon : le roi choisit les dates de la fête, il en choisit le programme et enfin il fait des apparitions sur celle-ci notamment lors de la course hippique, où la tente royale fait face à la ligne d'arrivée. Le ministre de l'intérieur bavarois a ainsi un rôle clé dans l'organisation en représentant le pouvoir royal. La fête est à l'époque largement déficitaire.
En 1820 a lieu le premier jubilé de l'Oktoberfest pour ses 10 ans, un vol en montgolfière est organisé, dans lequel s'envole madame Reichard. De plus un premier feux d'artifice, tiré par des pyrotechniciens d'Augsbourg, est organisé le 8 octobre 1820. Depuis 1826 a lieu une pré-fête, c'est-à-dire que les forains s'installent sur la Theresienwiese une semaine avant la course, cette pratique est reconnue par le pouvoir royal, le roi faisant parfois des apparitions lors de cette pré-fête. En 1835 a lieu un second jubilé de l'Oktoberfest pour ses 25 ans. Pour l'occasion est organisé un défilé, où les habitants de haute-Bavière sont invités à défiler tel qu'ils sont. Des courses de chars antiques, ainsi qu'un tournoi athlétique préfigurant les jeux olympiques modernes sont également organisés.
La statue Bavaria, de Ludwig Schwanthaler et Leo von Klenze, surplombe le champ depuis 1850. Le Ruhmeshalle (temple de la gloire) se trouve à ses pieds depuis 1853. Quelques éditions de la fête sont alors annulées à cause d'épidémie de choléra, en 1854, de la guerre austro-prussienne, en 1866, et de la guerre franco-allemande en 1870.
En 1860, Maximilien II interdit l'organisation d'un jubilé pour les 50 ans de la fête, qui, rappelons-le, célébrait le mariage de ses parents, sous prétexte que son père a abdiqué et que sa mère est morte. Après l'unification allemande, le caractère profondément bavarois de l'Oktoberfest est un signe de la différenciation de la Bavière par rapport au reste de l'Allemagne.
Le roi Louis II se démarque de ses prédécesseurs par sa fréquente absence de l'Oktoberfest, son successeur Luitpold, à l'inverse, essaie de venir systématiquement afin de rapprocher le peuple de la monarchie.
À la fin du XIXe siècle, la fête d'octobre se transforme de plus en plus en fête foraine, qui est aujourd'hui connue de par le monde entier. Pour profiter des conditions climatiques plus clémentes de fin septembre, la fête est avancée en 1872 avec seul le dernier dimanche en octobre,. En 1881 s'ouvrent les premières rôtisseries de poulets. En 1886, apparaissent les premières ampoules électriques sur l'Oktoberfest, l'eau et le gaz suivent l'année suivante. En effet, un grave incendie a lieu en 1887, cela pousse les autorités à réagir et à connecter la fête au réseau de canalisation. La première attraction électrique apparaît en 1892. La première grande tente est construite en 1895, c'est la Zum Winzerer Fähndl, toutefois en dehors de la Theresienwiese à proprement parler. Elle est dirigée par l'Armbrustschützengilde (la guilde des arbalétriers), qui est une association dont les membres sont costumés en habits moyenâgeux. 1898 voit l'arrivée d'un tavernier remarquable en la personne de Georg lang, dit « Krokodilwirt » (le tavernier crocodile) et originaire de Nuremberg, qui comprend que l'ambiance est primordiale. Il construit pour la première fois une tente de grande taille sur la Theresienwiese. Sous sa tente est chantée pour la première fois la célèbre chanson:« Ein Prosit der Gemütlichkeit. 1-2-3-gsuffa », qu'on pourrait traduire par « Santé !, convivialité, 1-2-3-c'est bu! », écrite par Bernhard Dietrich,.

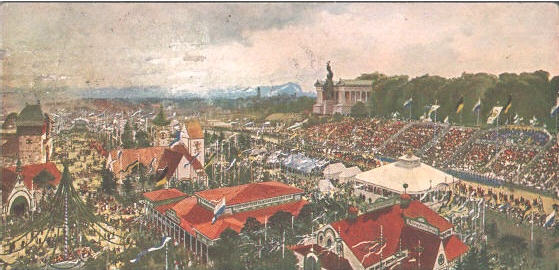
Oktoberfest en 1930.

### XXesiècle

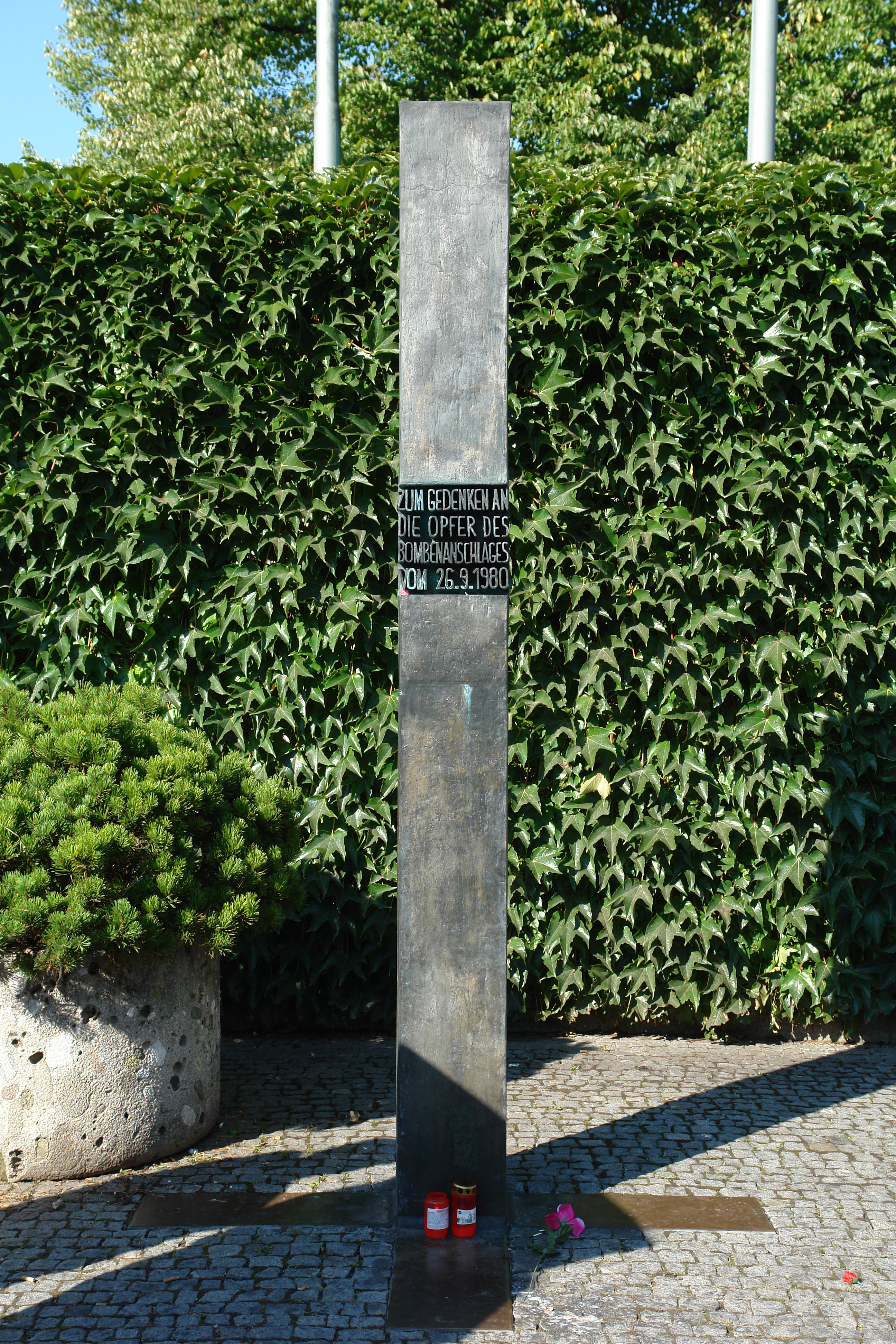
Monument en mémoire de l'attentat de 1980

D'autres tentes suivent, et en 1907, la Bürgerbräuhalle, la Spatenbräuhalle, la Hackerbräuhalle et la Löwenbräuhalle toutes possédées par des brasseries ouvrent leurs portes,. Cela réorganise l'Oktoberfest qui n'est plus structurée par les 18 débits de boissons réglementaires comme avant mais par ces grandes tentes.
En 1910, la Wiesn fête ses 100 ans, un grand défilé est organisé pour l'occasion avec pas moins de 2 000 participants avec 13 corps de musique et 80 drapeaux,. Le dirigeable Parseval VI est sur Wiesn. Cette année-là, 12 000 hectolitres de bières sont vendus. La tente Bräurosl, agrandie en 1913, avait une capacité de 12 000 visiteurs sur 10 500 m2. Elle brûle partiellement pendant la guerre et ne conserve cette taille qu'un an. De nos jours la tente de la Hofbräu avec environ 10 000 places revendique le titre de la plus grande tente sur la pâture.
La fête n'a pas lieu de 1914 à 1918 à cause de la Première Guerre mondiale. En 1919 et en 1920, seule une petite "fête d'automne" a lieu. La vente de la bière de l'Oktoberfest, titrant environ 2 degrés d'alcool de plus que la bière vendue le reste de l'année, n'est pas autorisée, seule de la Dünnbier est servie. La vente de poulets est également interdite,,. Les taverniers sont souvent des blessés de guerre, qui, ainsi, obtiennent une petite compensation. Enfin, en 1923 et 1924 l'inflation oblige à de nouvelles annulations, en effet en 1922 déjà le prix de la Mass atteint 50 Marken. En 1923, les forains organisent une fête parallèle, la Mass y est vendue à 21 millions de Marken. À partir de 1924, il est décidé par la ville que la fête, longtemps déficitaire, devra désormais s'autofinancer. La municipalité continue à avancer l'argent mais attend de se faire rembourser par les forains, brasseries et les autres acteurs de la fête.
En 1933, les juifs sont interdits d'Oktoberfest et en 1936 le drapeau bleu et blanc de la Bavière est remplacé par le drapeau à croix gammée. La fête est récupérée par les nazis en 1935 pour le 125e anniversaire de la fête, le mot d'ordre est « Stolze Stadt - Fröhlich Land », soit « ville fière, campagne joyeuse ». Les courses hippiques après avoir disparu en 1913, sont remises à l'honneur par le régime nazi de 1934 à 1938. Durant la Seconde Guerre mondiale, soit de 1939 à 1945, la fête est annulée. Depuis sa création, la fête a été annulée au total 24 fois.
Pendant l'après guerre, de 1946 à 1948, de nouveau seule une « fête d'automne » est mise en place, la pauvreté des habitants de la ville empêchant la tenue de la fête. En 1949, une Oktoberfest normale est de nouveau organisée. En 1950, la tradition de tirer douze coups de canon pour marquer l'ouverture de la fête a été introduite, ainsi que le fait que le maire de Munich (l'Oberbürgermeister), à l'époque Thomas Wimmer, doive tirer la première bière de la fête en déclarant « O' zapft is! » (la bière est tirée), tirant le premier tonneau à midi précis, et marquant le début de la vente de boissons alcoolisées sur le champ. Il faut savoir qu'il était déjà d'usage dans les tentes depuis 1902 de ne commencer à servir la bière qu'à partir du samedi à 12h. Dans le cours des décennies suivantes, la fête de la bière se développe pour devenir la plus grande fête foraine au monde. En 1953, pour marquer le caractère bavarois de la fête on remplace les « Herzlich Willkommen » et « Auf widersehen » sur le portail d'entrée par les expressions équivalentes bavaroise : « Grüaß di » et « Pfüati God », qui est remplacé, l'année suivante par « Pfiad di God ». L'orthographe n'est en effet pas fixée et une correction a été faite. Après la guerre, seules les années de jubilé comportent des courses hippiques, à savoir 150e et 200e anniversaire respectivement en 1960 et 2010,. En 1960, un grand défilé est de plus organisé, avec une délégation importante grecque, pour rappeler que Louis Ier était un amoureux de la Grèce. En 1966 a lieu également un très grand défilé avec pas moins de 6 000 participants répartis en 171 groupes. Le cortège s'étendait sur 6,5 km de long, soit quasiment la longueur du trajet. L'organisation des jeux olympiques à Munich en 1972 apporte avec elle des transports en commun améliorés. La Theresienwiese est désormais accessible par U-Bahn (métro) par la station Goetheplatz et par S-Bahn (RER) par la station Hackerbrücke. En 1978, il est demandé aux attractions de surveiller leur volume sonore, un brouhaha grandissant envahissant progressivement les allées de la fête.
Le 26 septembre 1980, une bombe placée proche de l'entrée principale tue 13 personnes (dont le terroriste), et blesse près de 200 personnes. C'est l'attentat le plus meurtrier de l'histoire allemande. Le responsable de l'attentat est un militant d'extrême droite de 21 ans, Gundolf Köhler. Les autorités, comme après la prise d'otages des Jeux olympiques de Munich en 1972, décident de ne pas céder à la loi des terroristes et donc de ne pas interrompre la fête. Une journée de deuil est décidée pour le mardi 30 septembre 1980. Un monument aux morts portant les mots : « Zum Gedenken an die Opfer des Bombenanschlags vom 26. September 1980 » (« À la mémoire des victimes de l'attentat à la bombe du 26 septembre 1980 ») de 2,7 mètres de haut est inauguré proche de l'entrée le 18 septembre 1981.

### L'Oktoberfestde nos jours
L'Oktoberfest attire chaque année plus six millions de visiteurs, parmi lesquels de nombreux étrangers. Ils représentent environ 19 % des personnes présentes sur la Wiesn, parmi eux 17 % sont italiens, suivis par les Américains et les Britanniques. De manière peut-être plus étonnante, plus de 70 % des personnes à l'Oktoberfest viennent de Bavière, seuls 9 % viennent du reste de l'Allemagne,. Depuis les années 2000 environ, les touristes viennent de plus en plus à la Wiesn en habits traditionnels bavarois, à savoir le Lederhose pour les hommes et en Dirndl pour les femmes.
Un problème qui prend de l'ampleur est la consommation excessive d'alcool que font certains visiteurs. Afin de préserver la bonne ambiance, une initiative a été prise en 2005 afin de responsabiliser les visiteurs, sous le nom « Ruhige Wiesn ». De même, dans les tentes, seule de la musique traditionnelle a le droit d'être jouée jusqu'à 18 h, par la suite de la pop est souvent également jouée, le tout toujours limité à une puissance sonore de 85 dB. Tout cela est mis en œuvre pour permettre à l'Oktoberfest de rester un endroit accueillant pour les familles et les personnes âgées.

#### 200ejubilé

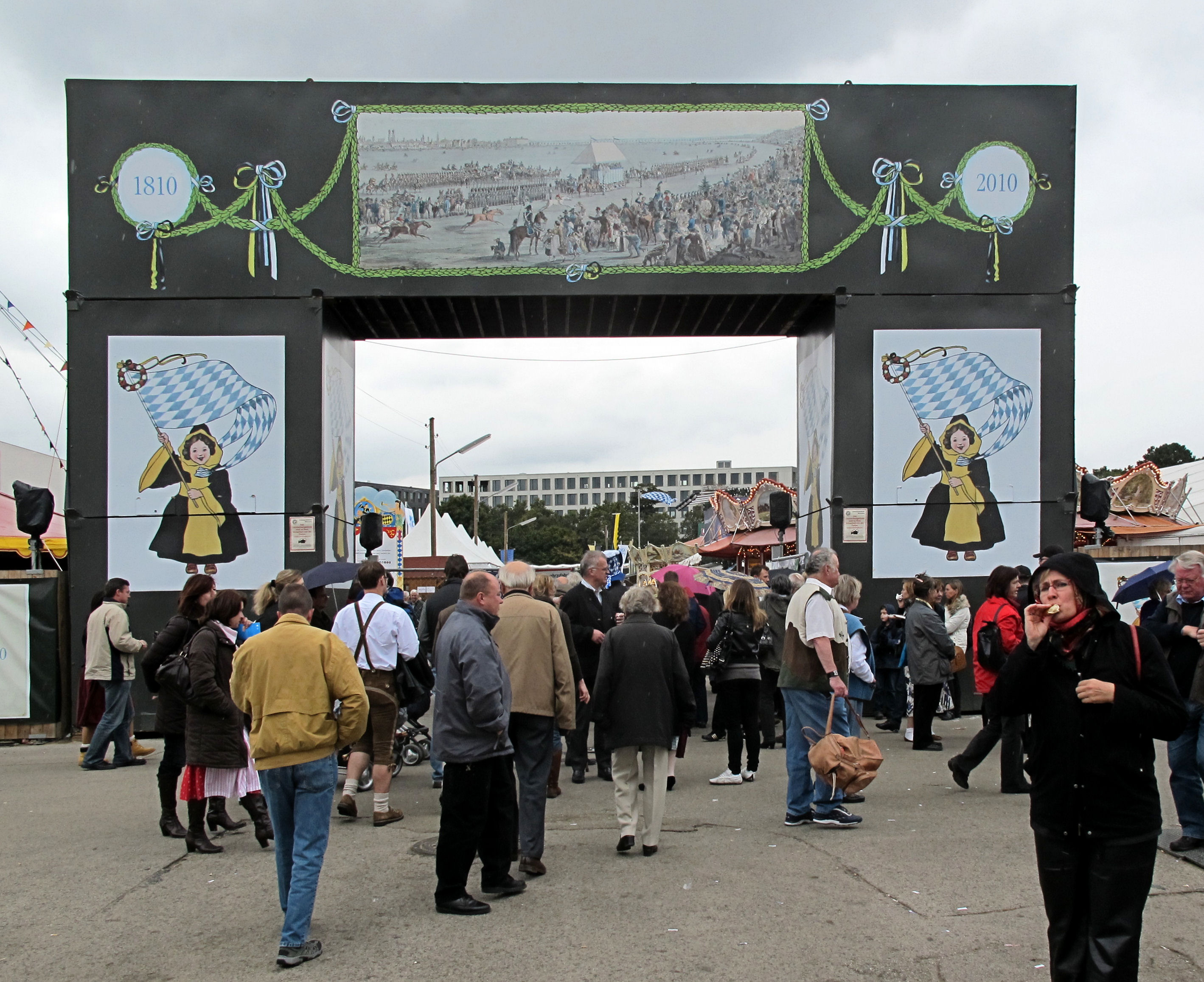
Entrée de lOktoberfest de 2010

En 2010, la fête se déroula du 18 septembre au 4 octobre avec un lundi supplémentaire exceptionnel pour cause de 200e anniversaire et du fait que le 3 octobre est férié en Allemagne. En cette occasion, la mairie a organisé une « Oktoberfest historique », où ont été présentées de nombreuses curiosités historiques liées à la fête, des animaux y ont été présentés sur 5 hectares. On y trouvait également une tente dépourvue d'électricité, nommée en l'honneur de l'acteur Jörg Hube,. On pouvait y boire une bière, brassée conjointement par les six brasseries munichoises et réalisée selon une recette datant du XIXe siècle. Cet événement a rencontré un franc succès en accueillant 500 000 visiteurs, soit 200 000 de plus qu'attendu. Il est possible que cette attraction se renouvelle dans les années futures sous des formes plus petites toutefois.

## Événements sportifs
L'Oktoberfest est un événement qui dès le départ avec la course hippique est profondément sportif. Par la suite, des compétitions athlétiques diverses viennent s'y ajouter : épreuves à cheval, épreuves de lancer, course à pied, course à vélocipède, compétitions de tir.

### Courses hippiques
L'histoire des courses hippiques sur l'Oktoberfest commence en même temps que celle-ci. En 1810, la première édition est remportée par Franz Baumgartner, un sous-officier de la cavalerie de la garde nationale bavaroise. Elle dure 18 minutes et a consisté à faire 3 tours de 11 565 chaussures bavaroises, soit 3 370 m. 30 chevaux sont au départ. Le total des prix est de 98 ducats d'or, dont 20 pour le vainqueur. La course reste organisée tous les ans jusqu'en 1913. De 1818 à 1875 les courses sont réparties sur les deux dimanches de la fête, la deuxième course est dénommée Nachrennen. Des courses de trot sont organisées dès 1847 à 1855 puis de 1864 à 1913. En 1890 à 1901 puis de 1907 à 1913 des courses de sulky à la mode anglaise,,. Les courses du début du XIXe siècle sont surtout l'objet de divertissement, elles deviennent vraiment sérieuses à la fin de ce même siècle,,.
La période nazie marque un véritable renouveau pour les épreuves hippiques sur la Wiesn. Elles sont en effet réintroduites en 1934. En 1937, des courses sont même organisées de manière privée, il y a ainsi la Xavier-Krenkl-Rennen, la August-Schichtl-Trabfahren (course au trot) et la Winzerer-Fähndl-Hürdenrennen (course à obstacles). En 1938, la partie sud de la Theresienwiese est totalement réservée aux courses.
La piste fait au départ aux alentours des années 1830, 1 850 m de long. En 1861 elle est raccourcie à 1 622 m. Enfin en 1898 elle atteint 1 800 m environ.
En 1887, le montant du prix était de 1 000 Marken.

### Épreuves de tirs
En 1816 déjà des stands de Papegai sont installés sur l'Oktoberfest, il y en a jusqu'en 1875. À l'époque se tient également du tir de chevreuils à une distance de 150 pieds. Des compétitions de tir existent sur la Wiesn depuis 1896. La première édition est organisée par l'Oberbayerische Zimmerstuzenverband (la fédération du tir en intérieur). Après avoir été interdites par les Alliés jusqu'en 1948, elles reprennent en 1950 et sont organisées par le Bayerische Sportschützenbund (la fédération de tir sportif). En 2009, ces compétitions réunissent 2 945 clubs. D'abord présents dans la tente Winzerer Fähndl les stands de tirs sont déplacés en 1961 vers la tente Schützenfestzelt. Ils sont au nombre de 110. Toutes ces compétitions sont très discrètes et pour la plupart ignorées du public. Ce dernier ne voit les tireurs que le dernier dimanche quand ils procèdent à un Böllerschießen (tir de canons pour faire du bruit) pour célébrer le vainqueur des épreuves de tir.

### Épreuves olympiques
Afin de former la jeunesse à la discipline et de les renforcer physiquement, une course à pied est organisée pour les écoliers dès 1815. Il y en a 16 au départ. En 1830, des épreuves de Ringelstechen sont organisées, il s'agit d'un jeu à cheval où le but est de faire rentrer sa lance dans un anneau fixe accroché en hauteur. Cette épreuve a également lieu en 1860, 1863 et 1910. En 1835, pour le jubilé, des épreuves sportives préfigurant les jeux olympiques sont organisées par Lorenz Gruber, professeur de sport, le mercredi. Ces épreuves s'inspirent des fêtes populaires suisses d'une part et des jeux olympiques grecs d'autre part et comportent : la lutte, le lancer de javelot... C'est un grand succès et Ernst von Destouches affirme qu'il y avait en pleine semaine plus de monde qu'à la course du dimanche. En 1852, des combats à cheval sont également organisés, mais les défenseurs des animaux se plaignent du mauvais traitement réservé aux chevaux,. Les épreuves olympiques disparaissent, malgré le soutien royal à cause du désintérêt des spectateurs en 1889.

### Courses de vélocipèdes
Le 11 octobre 1883 a lieu une première course de vélocipèdes sur l'Oktoberfest, l'engouement est grand à l'époque pour le sport cycliste. La course se déroule sur une piste de 500 m de long. La course d'ouverture est longue de 2 km, la course principale de 10. À partir des années 1890, les vélocipèdes sont supplantés par les vélos à roues plus petites et la dernière course a lieu en 1897.

### Autres épreuves
En 1925, un combat de boxe a lieu sur la Wiesn.
En 1936, les Nazis organisent des courses de lévriers.

## Bière
Dès la première édition la présence de « Traiteurs » sur la Wiesn atteste de la vente de bière. La bière est au XVIIIe siècle un élément essentiel de l'alimentation allemande. À cette époque les habitants du nord du pays boivent de 150 à 250 litres par an, tandis que ceux du sud, dont fait partie la Bavière, de 350 à 450 litres. À partir de 1800 toutefois, la consommation de la bière change en perdant son caractère de nourriture pour devenir de plus en plus une source de plaisir. La bière servie sur l'Oktoberfest est tout d'abord brune, ou tout du moins ambrée selon les cas. Ce n'est qu'avec l'apparition de la Märzen (bière de mars) en 1872 que la bière devient blonde sur la Wiesn.
Le nombre de débits de boisson est limité dès le 6 août 1824 à 18 taverniers « du coin », les concessions tournent d'année en année afin que ce ne soit pas toujours les mêmes brasseurs qui profitent de la manne engendrée par l'Oktoberfest. En 1880, on compte plus de 400 attractions et petites tavernes.
Depuis 1872, la bière de l'Oktoberfest est très majoritairement de la Märzenbier. Cette bière a été brassée en premier par Gabriel Sedlmayr, propriétaire de la brasserie Franziskaner-Leist à l'époque, en 1871 selon une méthode viennoise. Elle est au départ plus chère que la bière traditionnelle mais Seldmayr est de l'avis que cela ne posera pas de problème au public de l'Oktoberfest.
Les premières Masse en verre apparaissent sur la Wiesn en 1892. Le modèle utilisé actuellement par toutes les brasseries est dit « Euro-Krugg », il est apparu en 1981.
En 1975 une rumeur circule concernant l'utilisation de container pour stocker la bière sur la fête. Les brasseries démentent immédiatement. En 1981, le maire de l'époque Erich Kiesl et le ministre-président de Bavière Franz Josef Strauß se déclarent opposés à leur utilisation dans une lettre ouverte. Cependant les brasseurs rétorquent que les tonneaux en bois disparaissent et en 1984 les containers modernes de 5 000 litres sont testés. Ils ont l'avantage, outre la contenance, de maintenir la bière à une température constante (+/- 1 °C) même par journée de forte chaleur. De nos jours seule la tente Augustiner utilise encore exclusivement des tonneaux en bois.

### Brasseries
C'est après la Première Guerre mondiale qu'est prise la décision de servir uniquement de la bière venant de Munich sur l'Oktoberfest. En 1928 cela représente 9 brasseries : Löwenbräu, Spatenbräu, Thomasbräu, Pschorrbräu, Hackerbräu, Paulanerbräu, Augustinerbräu, Wagnerbräu et Franziskaner-Leistbräu. Ce n'est qu'en 1952 que la Hofbräu, brasserie étatique, est autorisée à vendre sur l'Oktoberfest. Par le jeu des fusions, les 10 brasseries précitées ne sont en 2011 plus que 6. En 1871, la Verein Münchener Brauereien (associations des brasseries munichoises) est fondée. Elle dépose les marques de bières « Wiesen-Bier », « Wiesen-Märzen » et « Münchener Oktoberfestbier » associées à l'Oktoberfest en 1952.

## Attractions
1818 voit l'apparition du premier carrousel appartenant à Joh. Hottensteiner,. Dès les premières éditions on trouve des jeux de quilles et autres jeux d'adresse en nombre sur la Wiesn. Les jeux de hasard (dé...) sont eux formellement interdit. Les premiers forains ne sont pas professionnels. Ce n'est qu'à partir de 1870 environ que la situation change: les forains deviennent professionnels et itinérant, cela étant facilité par l'unité allemande, et le nombre d'attractions augmente fortement sur la fête. Ainsi en 1857 seul un stand de tir, 2 troupes de comédiens, et une troupe de gymnaste est présente, en 1869 il y a 10 stands de tirs, 4 carrousels... au total 33 "attractions". La nature des attractions change aussi, les théâtres de rue et autres comédies se raréfient laissant la place aux attractions motorisées. Il est à noter que les forains ne doivent plus être de la région depuis 1900. L'Oktoberfest à cause de son très grand nombre de visiteurs est un lieu privilégié pour tester de nouvelles attractions innovantes et ambitieuses. En effet seul un grand nombre d'entrées permet de rentabiliser de tels investissements. Les progrès techniques majeurs que sont l'électricité et l'usage de la vapeur permettent la construction de nouvelles attractions. La première attraction électrique apparaît en 1892. La fin du XIXe siècle voit aussi l'apparition des cinémas sur la Wiesn. En 1929, Carl Gabriel fonde la Vereinsreisender Schausteller (association des forains itinérants), pour protéger leurs intérêts. Les premiers signes d'automatisme arrivent en 1963 avec des Auto-tamponneuse à jetons. En 1978, des restrictions sont imposés aux forains sur le plan du niveau sonore.

## Évolution du prix de la bière
Les débats sur le prix de la bière sur l'Oktoberfest ne date pas d'hier. Déjà en 1956, des négociations animées avaient lieu entre la mairie et les taverniers. La bière coûtait à l'époque 1,8 Mark. La mairie malgré ses efforts ne peut empêcher la hausse continue du coût de la bière, en 1981 elle décide de ne plus avoir qu'un rôle de consultation dans l'évaluation du prix. Depuis 1983, le prix n'est plus unique sur la Wiesn, toutefois les tarifs pratiqués sont similaires dans les différentes tentes. Le tableau suivant donne certains points de repère :
| Année | Prix de la Maß de bière | Année | Prix de la Maß de bière |
| ----- | ----------------------- | ----- | ----------------------- |
| 1956  | 1,8 DM                  | 1983  | 5,8 - 5,9 DM            |
| 1958  | 1,8 DM                  | 2001  | 11,70-12,80 DM          |
| 1959  | 1,9 DM                  | 2005  | 6,8 - 7,25 €            |
| 1969  | 2,4 DM                  | 2007  | 7,3 - 7,9 €             |
| 1970  | 2,65 DM                 | 2010  | 8,4 - 8,9 €             |
| 1971  | 2,95 DM                 |       |                         |
| 1976  | 3,95 DM                 |       |                         |